# Частник Сергій Петрович
Сергій Петрович Частник (6 липня 1874, Таврійська губернія — 19 березня 1906, острів Березань) — старший баталер крейсера «Очаків», один з керівників збройного повстання на Чорноморському флоті в листопаді 1905 року.

## Біографія
Народився 6 липня 1874 в Таврійській губернії в селянській родині. На військовій службі з 27 жовтня 1895 року. Мав вузький і широкий срібні шеврони за надстрокову службу.
В листопаді 1905 року в Севастополі старший баталер крейсера «Очаків» був обраний командиром повсталого корабля. Після поразки повстання разом з П. П. Шмідтом, М. Г. Антоненком та О. І. Гладковим був засуджений і 6 (19 березня) 1906 року розстріляний на острові Березань, поблизу міста Очакова.

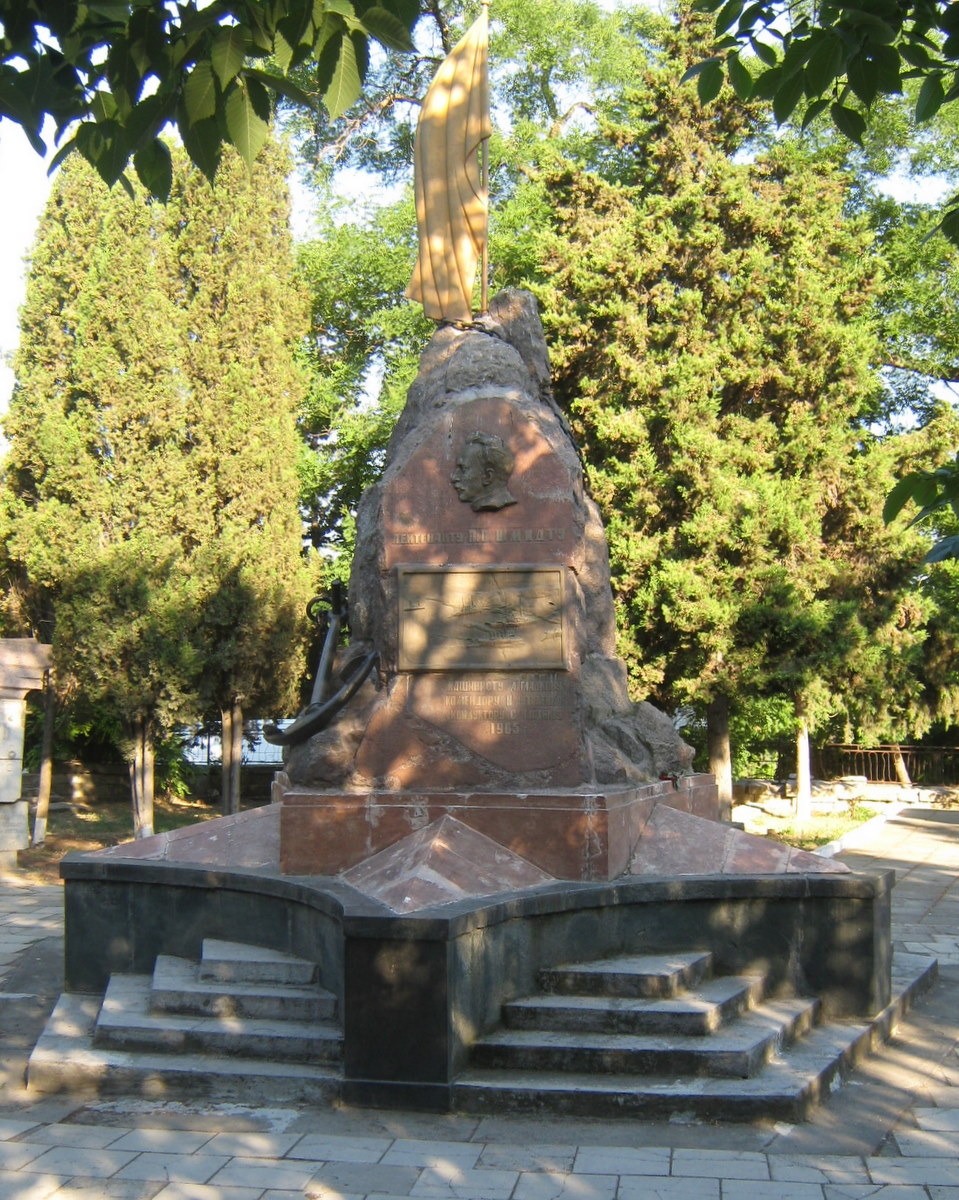
Могила Петра Шмідта і Сергія Частника

Похований на кладовищі Комунарів в Севастополі.

## Пам'ять
31 січня 1926 року С. П. Частник був обраний беззмінним почесним членом Севастопольської міської Ради.
З квітня 1937 року в Севастополі існує вулиця Частника (колишня Новослобідська), на будинку № 95 якої встановлено анотаційну дошку.